# 정호봉
정호봉(鄭鎬鳳, 1879년 7월 22일 ~ 1934년 3월 2일)은 일제강점기의 관료로, 본적은 강원도 횡성군 횡성면이다.

## 생애
1897년 4월 15일부터 1898년 9월 질병으로 퇴교할 때까지 무관학교에 재학했으며 1907년 4월 강원도 원주지방금융조합 평의원으로 위촉되었다. 1908년 대한협회 회원과 관동학회 평의원으로 활동했고 1909년 대동잠업소(大東蠶業所) 소장, 1910년 한국작잠회사(韓國柞蠶會社) 총무를 역임했다.
1911년 9월 10일부터 1912년 4월 12일까지 강원도 공립횡성보통학교 교원으로 근무했으며 1914년 9월 23일부터 1920년까지 강원도 횡성군 참사를 역임했다. 1917년 4월 23일부터 7월 10일까지 강원도 지방토지조사위원회 임시위원을 역임했고 1918년 9월 16일에는 강원도 지방토지조사위원회 사무에 각별히 힘쓴 공로로 조선총독부로부터 10원을 받았다.
강원도 횡성군 농회 부회장과 횡성군축산조합 조합부장(1916년 3월), 횡성금융조합 조합장(1916년 6월 ~ 1933년), 강원도 금융조합연합회 감사(1919년 5월) 등을 역임했으며 1920년 12월 20일과 1924년 4월 1일 강원도 민선 도평의회원으로 임명되었다. 1922년부터 1927년까지 강원도 횡성군 횡성면장을 역임했고 1927년 6월 3일부터 1930년 6월 2일까지 조선총독부 중추원 참의를 역임했다. 1928년 9월 조선총독부 대표로 히로히토 일본 천황의 즉위식에 참석했으며 1928년 11월 10일 일본 정부로부터 쇼와대례기념장을 받았다.
1930년 12월 명륜학회 평의원으로 위촉되었으며 1932년부터 1933년까지 강원도 횡성군 횡성면장을 역임하면서 정7위에 서위되었다. 친일파 708인 명단의 중추원 부문, 민족문제연구소의 친일인명사전 수록자 명단의 중추원 부문, 친일반민족행위진상규명위원회가 발표한 친일반민족행위 705인 명단에 포함되었다.

## 참고자료
- 친일반민족행위진상규명위원회 (2009). 〈정호봉〉. 《친일반민족행위진상규명 보고서 Ⅳ-16》. 서울. 583~588쪽.